# Véronique Jamoulle
Véronique Jamoulle (Borgworm, 4 februari 1959) is een Belgische politica voor de PS.

## Levensloop
Jamoulle behaalde in 1982 het diploma van licentiaat in de rechten aan de ULB en werkte daarna van 1982 tot 1992 als financieel analiste en directrice in een filiaal van een industriële investeringsmaatschappij in de Italiaanse stad Milaan. Tijdens haar periode in Italië militeerde ze voor de communistische PCI. 
Na haar terugkeer in België was ze van 1994 tot 1995 kabinetsadviseur bij Philippe Mahoux, minister in de Franse Gemeenschapsregering, en van 1995 tot 1999 adviseur internationale en Europese betrekkingen op het kabinet van Laurette Onkelinx, de minister-president van de Franse Gemeenschap, waar ze zich richtte op dossiers rond onderwijs en gelijke kansen tussen vrouwen en mannen. Nadien was ze van 1999 tot 2004 attaché bij de Algemene Afvaardiging van de Franse Gemeenschap bij de Belgische permanente vertegenwoordiging bij de Europese Unie. Ook was ze van 2002 tot 2004 voorzitster van de ngo Nationaal Centrum voor Ontwikkelingssamenwerking (CNCD).
In juni 2004 werd Jamoulle voor de PS verkozen tot lid van het Brussels Hoofdstedelijk Parlement en van daaruit werd ze tevens afgevaardigd naar het Parlement van de Franse Gemeenschap. In dit laatste parlement werd ze vicevoorzitter van de commissie Internationale Betrekkingen en Europese Aangelegenheden en lid van de commissie Onderwijs en legde ze zich toe op sociale aangelegenheden, onderwijs, de integratie van gehandicapte kinderen in het reguliere onderwijs, verdediging van de publieke ziekenhuizen, ondersteuning van OCMW's en het invoeren van sociale tarieven voor gas en elektriciteit. In juni 2009 verdween Jamoulle uit het parlement, nadat ze niet werd herverkozen.
Nadien was Jamoulle van 2009 tot 2014 jurist bij Wallonie-Bruxelles International, het overheidsagentschap van de Franse Gemeenschap voor internationale betrekkingen. Als adviseur voor onderwijs werd ze in dezelfde periode gedetacheerd naar het kabinet van Rudy Demotte, minister-president van de Franse Gemeenschap. Bij de Brusselse gewestverkiezingen van mei 2014 werd ze terug verkozen in het Brussels Hoofdstedelijk Parlement. Van 2014 tot 2017 zetelde ze eveneens als deelstaatsenator in de Senaat en nadien zetelde ze van 2017 tot 2019 opnieuw in het Parlement van de Franse Gemeenschap, waar ze vicevoorzitter werd van de commissie Onderwijs. In mei 2019 werd ze niet rechtstreeks herkozen in het Brussels Parlement, maar als vervanger van Brussels minister-president Rudi Vervoort kon Jamoulle toch in deze assemblee blijven zetelen. Ze bleef lid van het Brussels Parlement tot aan de verkiezingen van juni 2024 en kwam toen niet meer op.
Op lokaal politiek niveau werd Jamoulle actief in Oudergem. Ze was er van 1994 tot 2000 OCMW-raadslid en nadien van 2001 tot 2016 gemeenteraadslid. 